# Hoofdklasse hockey dames 1997/98
Het seizoen 1997/98 is de 17de editie van de dameshoofdklasse waarin onder de KNHB-vlag om het landskampioenschap hockey werd gestreden. Na de reguliere competitie en de play offs werd een nationaal kampioen bekend.
In het voorgaande seizoen waren Oranje Zwart en Alecto gedegradeerd. Hiervoor kwamen Hilversum en Pinoké in de plaats.
Den Bosch pakte het eerste landskampioenschap. Onderin degradeerden Bloemendaal en HDM rechtstreeks.
Dit seizoen ging de puntentelling voor het laatst uit van het traditionele tweepuntensysteem (2 punten per overwinning).

## Eindstand
Na 22 speelronden was de eindstand:
| #  | Club        | GS | W  | G | V  | P  | DV      | DT      | DS  |
| -- | ----------- | -- | -- | - | -- | -- | ------- | ------- | --- |
| 1  | Amsterdam   | 22 | 20 | 1 | 1  | 41 | 71 - 12 | 71 - 12 | +59 |
| 2  | Den Bosch   | 22 | 18 | 1 | 3  | 37 | 44 - 16 | 44 - 16 | +28 |
| 3  | HGC         | 22 | 16 | 3 | 3  | 35 | 63 - 21 | 63 - 21 | +42 |
| 4  | Kampong     | 22 | 15 | 1 | 6  | 31 | 55 - 28 | 55 - 28 | +27 |
| 5  | Laren       | 22 | 11 | 3 | 8  | 25 | 41 - 30 | 41 - 30 | +9  |
| 6  | Rotterdam   | 22 | 10 | 2 | 10 | 22 | 40 - 38 | 40 - 38 | +2  |
| 7  | Hurley      | 22 | 6  | 3 | 13 | 15 | 24 - 46 | 24 - 46 | -22 |
| 8  | MOP         | 22 | 6  | 2 | 14 | 14 | 20 - 51 | 20 - 51 | -31 |
| 9  | Pinoké      | 22 | 5  | 3 | 14 | 13 | 18 - 38 | 18 - 38 | -20 |
| 10 | Hilversum   | 22 | 4  | 3 | 15 | 11 | 27 - 58 | 27 - 58 | -31 |
| 11 | HDM         | 22 | 4  | 3 | 15 | 11 | 16 - 49 | 16 - 49 | -33 |
| 12 | Bloemendaal | 22 | 3  | 3 | 16 | 9  | 22 - 54 | 22 - 54 | -32 |

### Legenda
| Afk.      | Betekenis                                                                     |
| --------- | ----------------------------------------------------------------------------- |
| GS        | aantal gespeelde wedstrijden                                                  |
| W         | aantal gewonnen wedstrijden                                                   |
| G         | aantal gelijk gespeelde wedstrijden                                           |
| V         | aantal verloren wedstrijden                                                   |
| P         | totaal aantal punten                                                          |
| DV        | aantal gemaakte doelpunten                                                    |
| DT        | aantal doelpunten tegen                                                       |
| DS        | doelsaldo                                                                     |
| Den Bosch | Landskampioen Den Bosch plaatst zich voor de Europacup I 1999                 |
| Amsterdam | Verliezend play off-finalist Amsterdam plaatst zich voor de Europacup II 1999 |
| HGC       | HGC en Kampong hebben zich alleen weten te plaatsen voor de play offs         |
| HDM       | HDM en Bloemendaal zijn rechtstreeks gedegradeerd                             |

## Topscorers
| #  | Speler               | Club      | Goals |
| -- | -------------------- | --------- | ----- |
| 1. | Suzan van der Wielen | HGC       | 22    |
| 1. | Pietie Coetzee       | Amsterdam | 22    |
| 3. | Karlijn Petri        | Rotterdam | 19    |
| 4. | Ellen Kuipers        | Kampong   | 14    |
| 5. | Carole Thate         | Amsterdam | 12    |
| 6. | Ageeth Boomgaardt    | Den Bosch | 11    |

## Play offs landskampioenschap
Halve finales 1/4
| Team          | Score       | Team          |
| ------------- | ----------- | ------------- |
| (4) Kampong   | 0-0 wns 1-3 | Amsterdam (1) |
| (1) Amsterdam | 1-3 (1-2)   | Kampong (4)   |
| (1) Amsterdam | 2-0 (0-0)   | Kampong (4)   |

Halve finales 2/3
| Team          | Score             | Team          |
| ------------- | ----------------- | ------------- |
| (3) HGC       | 2-3 (1-2) wnv     | Den Bosch (2) |
| (2) Den Bosch | 1-1 (1-0) wns 3-0 | HGC (3)       |

Finales dames
| 29 maart 1998 |     | |                                          |
| Den Bosch | 0-0 | Amsterdam | Scheidsrechters: Edna Rutten Renee Cohen |
| Strafballenserie Hansje Janssen 1-1 Ageeth Boomgaardt 2-2 Dillianne van den Boogaard mist Marloes Janssen 3-2 Esther Verhoeven 4-3 |     | Strafballenserie Pietie Coetzee 0-1 Wendy Fortuin 1-2 Frederiek Grijpma mist Judith Frankenhuis mist Julie Deiters 3-3 | Scheidsrechters: Edna Rutten Renee Cohen |

| 4 april 1998 |           |                                    |                                                  |
| Amsterdam    | 0-1 (0-0) | Den Bosch                          | Scheidsrechters: Miriam van Gemert Yolande Brada |
|              |           | Esther Verhoeven 0-1 (golden goal) | Scheidsrechters: Miriam van Gemert Yolande Brada |

Nederlands landskampioenschap

1921/22 ·
1922/23 ·
1923/24 ·
1924/25 ·
1925/26 ·
1926/27 ·
1927/28 ·
1928/29 ·
1929/30 ·
1930/31 ·
1931/32 ·
1932/33 ·
1933/34 ·
1934/35 ·
1935/36 ·
1936/37 ·
1937/38 ·
1938/39 ·
1939/40 ·
1940/41 ·
1941/42 ·
1942/43 ·
1943/44 ·
1944/45 ·
1945/46 ·
1946/47 ·
1947/48 ·
1948/49 ·
1949/50 ·
1950/51 ·
1951/52 ·
1952/53 ·
1953/54 ·
1954/55 ·
1955/56 ·
1956/57 ·
1957/58 ·
1958/59 ·
1959/60 ·
1960/61 ·
1961/62 ·
1962/63 ·
1963/64 ·
1964/65 ·
1965/66 ·
1966/67 ·
1967/68 ·
1968/69 ·
1969/70 ·
1970/71 ·
1971/72 ·
1972/73 ·
1973/74 ·
1974/75 ·
1975/76 ·
1976/77 ·
1977/78 ·
1978/79 ·
1979/80 ·
1980/81
Hoofdklasse dames

1981/82 · 
1982/83 · 
1983/84 · 
1984/85 · 
1985/86 · 
1986/87 · 
1987/88 · 
1988/89 · 
1989/90 · 
1990/91 · 
1991/92 · 
1992/93 · 
1993/94 · 
1994/95 · 
1995/96 · 
1996/97 · 
1997/98 · 
1998/99 · 
1999/00 · 
2000/01 · 
2001/02 · 
2002/03 · 
2003/04 · 
2004/05 · 
2005/06 · 
2006/07 · 
2007/08 · 
2008/09 · 
2009/10 · 
2010/11 · 
2011/12 · 
2012/13 ·
2013/14 ·
2014/15 ·
2015/16 ·
2016/17 ·
2017/18 ·
2018/19 ·
2019/20 ·
2020/21 ·
2021/22 ·
2022/23 ·
2023/24 ·
2024/25 ·
Nederlandse competities: Hoofdklasse (zaal) · Promotieklasse · Overgangsklasse · Eerste klasse · Tweede klasse · Derde klasse · Vierde klasse · Gold Cup · Silver Cup

Nederlands kampioenschap: Lijst van Nederlandse landskampioenen hockey · Lijst van Nederlandse landskampioenen zaalhockey

Europese competities: Euro Hockey League · Europacup I · Europa Cup II · Europacup zaalhockey